# Тафинцев, Василий Степанович
Василий Степанович Тафинцев (23 декабря 1922, Тамбовская губерния — 5 июля 1961, Алапаевск) — командир отделения разведки 75-го отдельного гвардейского истребительно-противотанкового дивизиона (69-я гвардейская стрелковая дивизия, 4-я гвардейская армия, 3-й Украинский фронт), старший сержант.

## Биография
Родился в селе Тафинцево Борисоглебского уезда Тамбовской губернии (ныне - Жердевский район Тамбовской области) в крестьянской семье. Окончил 7 классов школы, учился в Алешковском зоотехникуме Воронежской области.
В октябре 1942 года призван Алешковским райвоенкоматом в ряды Красной армии. С того же времени на фронтах Великой Отечественной войны: Сталинградском, Донском, Воронежском, 2-м Украинском. Был награждён медалью «За оборону Сталинграда».
С 1 сентября по 15 октября 1943 года расчёт орудия под командованием старшего сержанта Тафинцева на правом берегу Днепра уничтожил 5 пулемётов, 2 дзота, и до 50 солдат и офицеров противника. Приказом по 69 гвардейской стрелковой дивизии от 9 ноября 1943 года он был награждён медалью «За отвагу».
1 января 1944 года возле села Журавка Городищенского района Черкасской области расчёт орудия гвардии старшего сержанта Тафинцева вёл бой с танками и автоматчиками противника. На позицию орудия шли 3 танка противника. Артиллеристы, подпустив их на 200 метров, открыли огонь. Один танк был подбит и были уничтожены 10 автоматчиков противника. Был представлен к ордену Красной Звезды, приказом по 69 гвардейской стрелковой дивизии от 24 февраля 1944 года он был награждён орденом Славы 3-й степени.
С 20 по 29 августа 1944 года при прорыве сильной, глубоко эшелонированной, обороны противника северо-западнее города Яссы расчётом орудия под командованием гвардии старшего сержанта Тафинцева было уничтожено много оборонительных укреплений, огневых точек и солдат противника. 20 августа 3 дзота, 5 огневых точки и блиндажа, 4 пулемёта и до 50 солдат и офицеров противника. 28 и 29 августа противник двинул на позицию до 500 солдат, автомашины и повозки с военным имуществом, тягачи с орудиями. Попустив их на 450 метров расчет открыл огонь прямой наводкой, уничтожив 170 солдат противника, 4 автомашины с пехотой, 2 арттягача, 30 повозок с военным имуществом. Кроме того, противник бросил 10 автомашин и 40 повозок. Приказом по 52 армии от 11 сентября 1944 года Тафинцев был награждён орденом Славы 2-й степени.
6 декабря 1944 года в наступательном бою бою западнее города Пакш (Венгрия), находясь в разведке, выявил до 30 наземных целей и передал их координаты; 25 из них были накрыты огнём дивизиона. Указом Президиума Верховного Совета СССР от 24 марта 1945 года он был награждён орденом Славы 1-й степени.
В период уличных боёв в Вене 13 апреля 1945 года проводил разведку во дворах города. В одном из дворов заметил машину с боеприпасами, а на улице у перекрёстка стоявший там танк. Тогда он принял решение поджечь автомашину и выполнил его. Когда стали рваться снаряды в кузове, из дома выскочили несколько солдат противника, разведчики из автоматов уничтожили 4-х из них, 2 ранили. Танк, тем временем ушел за угол соседнего дома. При осмотре улицы были обнаружены установленные там мины, 7 пулемётных точек, в 3-х домах домах засады солдат противника. Вернувшись в свою часть Тафинцев доложил командованию обстановку. Провел самоходные орудия своего дивизиона, минуя минные поля. В завязавшемся бою танк противника был подбит, пулемётные точки подавлены, автоматчики уничтожены. Приказом по 69-й гвардейской дивизии от 30 апреля 1945 года награждён орденом Красной Звезды.
Младший лейтенант Тафинцев был уволен в запас в апреле 1948 года. Жил в городе Алапаевск Свердловской области, работал газовщиком доменного цеха, затем мастером смены на металлургическом заводе.
Скончался 5 июля 1961 года, похоронен на Михайловском кладбище Алапаевска.